# Jukka Paarma
Antti-Jukka Paarma, född den 1 december 1942 i Villmanstrand, är en finsk teolog. Paarma var under åren 1998–2010 Evangelisk-lutherska kyrkan i Finlands ärkebiskop. Han är gift och har två barn. Till hans intressen hör litteratur, historia och sport.
Paarma blev student 1961. Han utexaminerades år 1967 som teologie kandidat, 1970 som teologie licentiat och år 1980 som teologie doktor från Helsingfors universitet. Han prästvigdes den 1 juni 1967 i Tammerfors stift.
Paarma har belönats med många utmärkelser. 

## Utmärkelser
- Storkorset av Finlands Lejons orden[1]
- Andra graden av Apostlalika storhertigen Vladimirs orden[2]
- Medalla de l'Orde de Sant Ciril de Turaŭ[2]
- Kommendör av Konstantin den stores orden[2]
- Storkorset av Konstantin den stores orden[2]
- Riddare av Kronorden[1]
- Norska förtjänstordens storkors[1]
- Riddartecknet av I klass av Finlands Vita Ros’ orden[1]
- Kommendörstecknet av II klass av Heliga Lammets orden[2]

[Redigera Wikidata]

## Publikationer
- Hiippakuntahallinto Suomessa 1554–1604 (dissertation)
- Arvot ja armo. Paimenkirja 2001
- Elämä on kuin ruoho (& Seppo J.J. Sirkka) 2003